# Konrad Meyer-Hetling
Konrad Meyer-Heitling, né le 15 mai 1901 à Einbeck dans la Basse-Saxe, où il est mort le 25 avril 1973, est un agronome allemand. Il enseigna au sein de l'université de Berlin à partir de 1933, puis y devient planificateur territorial et directeur de l'institut d'agronomie et de politique agraire. 
Parallèlement à sa carrière universitaire, il mène une carrière dans le Troisième Reich au sein de la SS : il parvient au grade d'Oberführer. Proche d'Otto Ohlendorf, il participe à l'élaboration des projets coloniaux nazis en Europe de l'Est à partir de 1939. En 1941, puis en 1942, il propose à Himmler plusieurs ébauches de programmes de colonisation agraire de l'Est de l'Europe. Ces projets connaissent un début d'application à Zamosc, en Pologne.

## Concepteur du Schéma Général pour l'Est

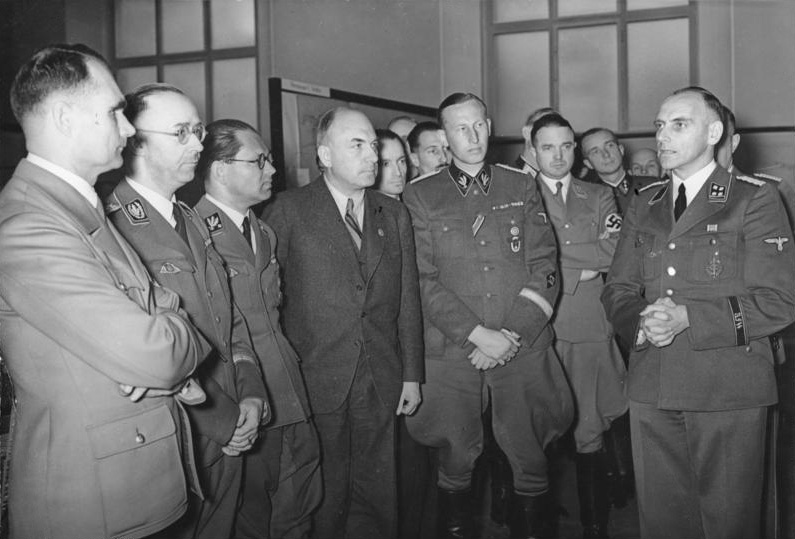
Konrad Meyer-Hetling (à droite) lors de l'inauguration de l'exposition de, le 20 mars 1941, en présence de Rudolf Hess, Heinrich Himmler, Philipp Bouhler, Fritz Todt et Reinhard Heydrich.

Expert en agronomie et en démographie, Meyer conçoit, avec l'aide de nombreuses administrations et instituts de recherches universitaires, un projet qu'il voit comme un nouveau départ pour les populations du Reich surpeuplé, à l'image du modèle colonial américain auquel pense Hitler : son modèle n'est nullement constitué par la société agrarienne mise en avant par certains membres influents du NSDAP, Richard Darré, notamment, mais plutôt une société équilibrée entre agriculture, industrie et services.

### Technocrate
Les projets pharaoniques qu'il conçoit ne peuvent être réalisés, selon lui, qu'avec l'aide d'une main d’œuvre servile : il estime entre 400 000 et 800 000 personnes les besoins en main d’œuvre pour la réalisation de la première phase de ses projets.
De plus, il ne peut ignorer, du fait de son rôle dans la planification raciale et coloniale, les implications génocidaires des études et projets qu'il propose à l'approbation de Himmler, en proposant des réagencements de villes existantes, la constitution d'une Volksgemeinschaft apurée de ses membres asociaux ou déviants, qu'ils soient criminels ou malades mentaux.

### Vulgarisateur
Chercheur, planificateur, il reçoit aussi la charge de vulgariser ses travaux sous la forme d'expositions puis de catalogues d'expositions.
À partir de 1941, il est appelé à rendre publique une partie de ses travaux, dans des revues scientifiques ou grand public; en 1941, puis en 1942, dans la presse à destination des militants du NSDAP, il développe longuement ses idées et projets, à de nombreuses reprises, affirmant notamment que les projets coloniaux constituent le moyen de la réalisation de l'« idée national-socialiste ».

## Planificateur colonial
Dès la conquête de la Pologne, Konrad Meyer, titulaire de la chaire de géographie agraire de l'université de Berlin, joue un rôle essentiel dans la conception de projets coloniaux allemands dans l'Est de l'Europe.

### Planification de la reconquête
Dès 1939, il place ses travaux sous l'égide d'une restauration, celle de la germanité à l'Est du continent européen, c'est-à-dire à ses yeux, comme aux yeux de ses supérieurs, le retour à un certain ordre naturel. Dans ce cadre, il souhaite la mise en place d'un plan de germanisation raciale à suivre strictement« jusque dans ses moindres détails », de nature à garantir le caractère définitif de la conquête.
De plus, Meyer-Hetling conçoit la germanité comme un ensemble insulaire, entouré d'ennemis ; à ce titre, il lui semble important de remettre en cause cette insularité, en planifiant l'isolement des populations allogènes par des murs de colonisation germanique, puis en fragmentant les isolats ainsi créés pour pouvoir plus facilement les réduire.

### Premier plan
Ainsi, en avril-mai 1940, répondant à une commande de Himmler, il propose un vaste projet de recomposition ethnique et raciale des territoires polonais placés sous le contrôle du Reich, les « principes de planification pour la construction des territoires de l'Est » : ce premier plan, limité aux Reichsgaue nouvellement créés, prévoit que la population allemande soit supérieure à 50 % de la population totale, par l'expulsion des Juifs, des Polonais et par l'installation de 3,4 millions d'Allemands.
Dans ce premier plan, il expose en creux sa vision des territoires polonais perdus par le Reich en 1918 : à ses yeux, les projets qu'il élabore, , ne sont qu'une reconquête des territoires sur la base d'une situation démographique de 1914 irréelle, fantasmée. Il planifie ainsi une colonisation allemande massive en Pologne, dans le cadre d'un conflit ethnique avec les Polonais, perçus comme agressifs envers les Allemands.

### Second plan

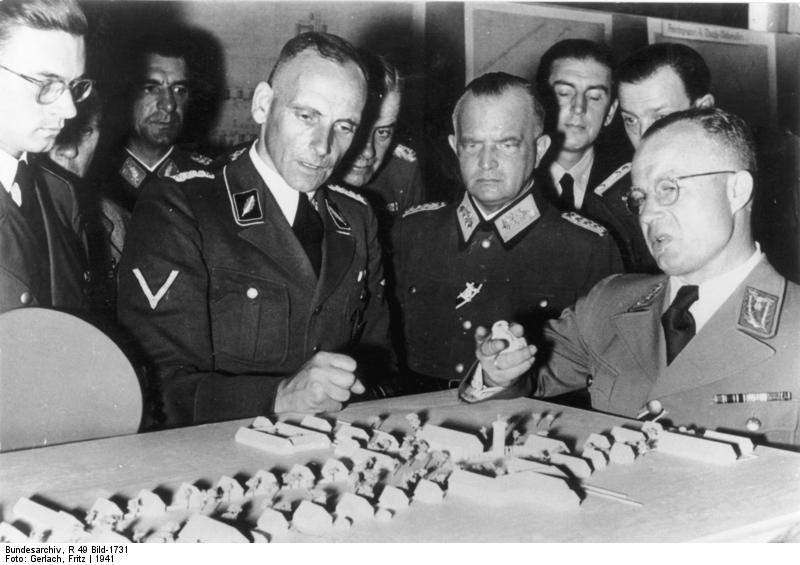
Photo de l'exposition en mars 1941 à Berlin montrant l'implication de Konrad Meyer-Hetling dans la planification du projet.

Le 24 juin 1941, il est convoqué par Himmler, qui lui demande un rapport sur les possibilités de colonisation de l'Est Européen. Meyer-Hetling propose alors, à la demande de Himmler (qui modifie à cette occasion les consignes qu'il lui avait données le 10 juin précédent), un grand projet de colonisation et de mise en valeur des territoires conquis et à conquérir sur la Pologne et l'Union soviétique. Les archives de ce projet ont disparu et ce plan n'est connu que par la recension qu'il en fait dans son autobiographie.
Ce projet est communiqué au Reichsführer dès le 15 juillet 1941, mais celui_ci l'estime aussitôt « dépassé »,, tandis que Hitler le considère comme peu ambitieux. En dépit de ce reproche, il demeure conscient des besoins démographiques devant permettre la réalisation de cette mouture du Generalplan Ost, et pour pallier cela, défend l'idée d'une mise en œuvre progressive.

### Troisième plan
Au printemps 1942, il se voit confier un troisième projet de planification coloniale. Ainsi, il reçoit rapidement une demande de Himmler d'un nouveau projet de planification, qu'il remet à son commanditaire le 28 mai 1942,.

### Plan général d'installation
Dans les semaines qui suivent la remise du troisième plan, au printemps 1942, Meyer-Hetling reçoit l'ordre de préparer un projet plus ambitieux encore, le Generalsiedlungsplan, dont seuls les travaux statistiques ont été remis le 23 décembre 1942.

## Acteur des rivalités entre offices allemands
Proche de Himmler, Meyer-Hetling, du fait de sa position et de son implication dans les projets coloniaux nazis, devient rapidement un enjeu dans les luttes de pouvoir au sein de la SS et de l'appareil nazi.

### Au sein de la SS
Reprenant les thèses de Hitler sur la germanisation, il se trouve néanmoins dans une position instable au sein de l'appareil de la SS.
Au centre des rivalités avec le RSHA, Meyer se voit retirer par Heydrich, mais confirmer par Himmler, son rôle de concepteur des projets coloniaux nazis dans l'Est européen de manière définitive après l'accord entre Himmler et le ministère de l'Agriculture : il est, à cette occasion, nommé responsable de la colonisation auprès des services de Herbert Backe. Ces projets de grande ampleur sont cependant rapidement amendés par le hiatus existant entre les besoins démographiques nécessités par la réalisation de ces plans grandioses et la réalité numérique de la population du Reich.

### Proximité puis éloignement de Himmler
Proche de Himmler,, il se voit confier la réalisation des ébauches de plans coloniaux. De plus, il est directement informé, dès le 14 septembre 1941, par le Reichsführer SS des liens entre la planification coloniale et la politique d'extermination des Juifs.
Les projets coloniaux qu'il élabore l'amènent ainsi à entretenir une correspondance avec Himmler, qui a reçu une formation d'ingénieur agronome. Le Reichsführer et son subordonné échangent leurs points de vue autour de questions ayant trait au type d'agriculture qu'ils souhaitent voir développer par les colons au sein des colonies allemandes de l'Est. Ainsi, Himmler lui précise régulièrement les objectifs qu'il souhaite voir atteints en matière de colonisation, de planification et de type de ville ou d'agriculture attendus à l'Est. Ainsi, par exemple, Himmler se montre réservé sur l'utilisation massive d'engrais pour la fertilisation des sols.
En 1943, le retournement de la situation militaire remet en cause sa position au sein de la SS, comme l'atteste le peu d'empressement de Himmler à répondre à ses missives. Ainsi, le 15 février 1943, il adresse une missive à Himmler, l'informant que ses équipes commencent à réfléchir sur le détail du plan général d'installation, mais ce dernier ne lui répond pas,.

## Après le conflit

### Arrestation, jugement et condamnation
Après le conflit, arrêté, il bénéficie, lors de sa mise en jugement, non seulement du caractère volontairement évasif des témoins cités par l'accusation, notamment Otto Ohlendorf, mais aussi de la connaissance sommaire qu'ont les Alliés des rouages du Schéma général de l'Est. Il est ainsi condamné à une peine de prison couverte par la détention préventive.

### Poursuite de la carrière
Konrad Meyer-Hetling, après sa libération, obtient par la suite un poste à l'université de Hanovre.
Il a rédigé ses mémoires.